# Стен, Ян
Ян Стен, Ян Хавикзоон Стейн (нидерл. Jan Havickszoon Steen; около 1626, Лейден — до 3 февраля 1679, Лейден) — голландский живописец бытового жанра «Золотого века голландской живописи». Его творчество известно ироничным и, подчас, юмористическим взглядом на жизнь. Занимательные картины Стена изображают беспорядочные бытовые ситуации, сцены в тавернах, бесшабашных бродяг и шарлатанов, которые пытаются вылечить горе с помощью лекарств или алкоголя. Однако в творчестве Яна Стена есть и серьёзные произведения на исторические сюжеты и несколько портретов. Голландские выражения «Семья Яна Стена» (Еen huishouden van Jan Steen) и «Внести жизнь в пивоварню» (Leven in de brouwerij brengen) заимствованы из названий его картин.

## Биография
Ян Стен родился в 1626 году в Лейдене, провинция Южная Голландия. Он был сыном Хавика Стена, торговца зерном и пивовара, и Елизаветы Капитейн. Родители поженились в 1625 году как католики и, по всей вероятности, обвенчались лишь впоследствии в тайной церкви. Ян был их старшим ребёнком и, как было принято в то время, назван в честь деда по отцовской линии. Имена брата и шести сестёр остались известными. У его родителей было ещё несколько детей, но они умерли молодыми. Их имена неизвестны, поскольку римско-католические книги о крещении того периода в Лейдене утеряны. По этой причине день рождения Яна Стена также неизвестен. Поскольку его родители поженились в ноябре 1625 года, вполне вероятно, что он родился в следующем году.
Как и его знаменитый современник Рембрандт ван Рейн, Стен посещал латинскую школу в Лейдене. В 1646 году он поступил в Лейденский университет, но, вероятно, главным образом ради привилегий, таких как освобождение от воинской службы и от обложения акцизами на вино и пиво. Он был зарегистрирован как студент-художник, но не закончил учёбу.
Дядей Яна Стена был старший брат художника Яна Ливенса, который регулярно посещал родительский дом Стена. Не сохранилось никаких документов, подтверждающих, у кого Стен учился живописному ремеслу. По сведениям нидерландского биографа Арнольда Хоубракена, изложенным в сочинении «Великий театр нидерландских художников и художниц» (De Groote Schouburgh der Nederlantsche Konstschilders en Schilderessen, 1718—1721), Стена обучал пейзажист Ян ван Гойен, на дочери которого Маргрит он женился 3 октября 1649 года. От Маргрит у него было восемь детей.
Биограф Якоб Кампо Вейерман (1677—1747) утверждал, что Ян Стен был учеником Николауса Кнюпфера, немецкого живописца «исторических и фигуративных сцен», работавшего в Утрехте, а потом, вероятно, обучался в Харлеме у Адриана ван Остаде и, возможно, у Дирка Халса, «художников крестьянской жизни». Историки искусства находят в искусстве Яна Стена признаки близкого знакомства с творчеством амстердамских художников начала XVII века, специализировавшихся на изображении бытовых сценок: Барента ван Сомерена, Виллема Корнелиса Дейстера, Питера Кодде.
В 1648 году Ян Стен, Габриель Метсю и другие художники вступили в недавно основанную Гильдию Святого Луки в Лейдене. Вначале Стен работал со своим тестем ван Гойеном. С 1649 года он жил в Гааге. 6 февраля 1651 года в Гааге крестился его старший ребёнок, сын Фаддей, а два года спустя — дочь Ева. В 1654 году Ян Стен переехал в Делфт. С 1 ноября того же года Стен арендовал пивоварню «Де Сланг» (Змея), также известную как «Де Роскам» (De Roskam). В 1656—1660 годах художник жил в Вармонде, а с 1660 по 1670 год — в Харлеме, где провёл свой наиболее продуктивный период. К 1669 году материальное положение Стена улучшилось, но весной умерла его жена. Позже в том же году умерла мать. Год спустя скончался отец, и Ян Стен вернулся в Лейден, где прожил остаток своей жизни в доме, унаследованном от родителей. В 1671 году он был избран принцепсом (главой) местной Гильдии Святого Луки.
В 1672 году Ян Стен открыл таверну «Де Вреде» (De Vrede — Мир). 22 апреля 1673 года женился на Марии ван Эгмонд. У него было шестеро детей от первого брака. Мария также ранее была замужем и имела двоих детей. В 1674 году Мария родила ещё одного сына. Долги Стена снова увеличились, в тот период художественный рынок пошёл на спад и Стен, по сведениям Хоубракена, часто проводил время за выпивкой.
Художник скончался в Лейдене в начале 1679 года и был похоронен 3 февраля того же года в семейном склепе в церкви Св. Петра (Pieterskerk) в Лейдене. Его дочь Катерина вышла замуж за художника-мариниста Яна (Юлиуса) Порселлиса (Младшего?). Двое его сыновей также стали художниками — Корнелис (1655—1697) и Тадеус (1651—?).

## Творчество
Ян Стен считается одним из самых остроумных мастеров голландской живописи бытового жанра, он прибегал и к острой социальной сатире. C долей изрядного юмора Стен подходил даже к изображению библейских сцен, но большей частью писал картины, изображавшие представителей среднего и нижнего сословий: бюргеров и крестьян, в которых разнообразие персонажей сочетается с иронией и, подчас, грубоватым, фривольным юмором с элементами гротеска. Повседневная жизнь бюргеров была главной темой живописи Яна Стена. Многие из изображенных им жанровых сцен, например, в «Празднике святителя Николая», настолько наполнены хаосом, что выражение «Семья Яна Стена» (Еen huishouden van Jan Steen), означающее беспорядочную сцену, обрело значение народной пословицы.
В творчестве Стена также отмечают влияния народного театра, комедиантов, риторов и ридерийкеров. Стену нравилось вкладывать в свои отличавшиеся обилием фигур композиции морализаторские идеи или своеобразно иллюстрировать общеизвестные пословицы и аллегории. Многие картины Стена содержат отсылки к старым голландским пословицам или литературным персонажам. Он часто использовал членов своей семьи в качестве моделей и написал немало автопортретов, в которых не проявлял склонности к тщеславию.
А. Н. Бенуа отмечал, что на некоторых картинах Стена в образе подвыпившего крестьянина, со смехом поглядывающего на зрителя, как и у Рембрандта, можно увидеть черты самого художника.
В натюрмортах Стен часто изображал характерную для того времени оловянную посуду, в частности кружку с крышкой и длинным прямоугольного сечения носиком, которую так и окрестили «кружкой Яна Стена».
Е. И. Ротенберг отмечал, что живописное решение картин Стена «часто неровное, композиция и пространственное построение не отличаются строгостью, в рисунке и колорите бывают погрешности, однако лучшие его вещи стоят на уровне высоких достижений голландской жанровой живописи не только по своей содержательности, но и по мастерству».
Ян Стен был плодовитым художником, он написал около 800 картин, из которых сохранилось 350. Его работа высоко ценилась современниками, и в результате ему платили достаточно хорошо. У него было не так уж много учеников, отмечен только Бракенбург, Рихард Рихард Бракенбург, но произведения Стена стали источником вдохновения для многих художников.
Наибольшая часть картин Яна Стена хранится в Рейксмюсеуме в Амстердаме.
Немецкий поэт Гейне, Генрих Генрих Гейне (1797—1856) высоко ценил творчество художника, он дал Яну Стену и его произведениям важную роль в рассказе Aus den Memoiren des Herren Schnabelwopski (1831). В этой истории студент-теолог из Польши живёт в доме в Лейдене, где Стен прожил десять лет.
1 ноября 2008 года напротив дома Ян Стинлан 36 в Вармонде, где художник прожил почти пять лет, был открыт бронзовый бюст Яна Стена. Его создал лейденский скульптор Иерун Спейкер.
В санкт-петербургском Эрмитаже хранится девять картин Яна Стена, среди них выдающиеся «Брачный контракт», «Гуляки», «Больная и врач».

## Галерея

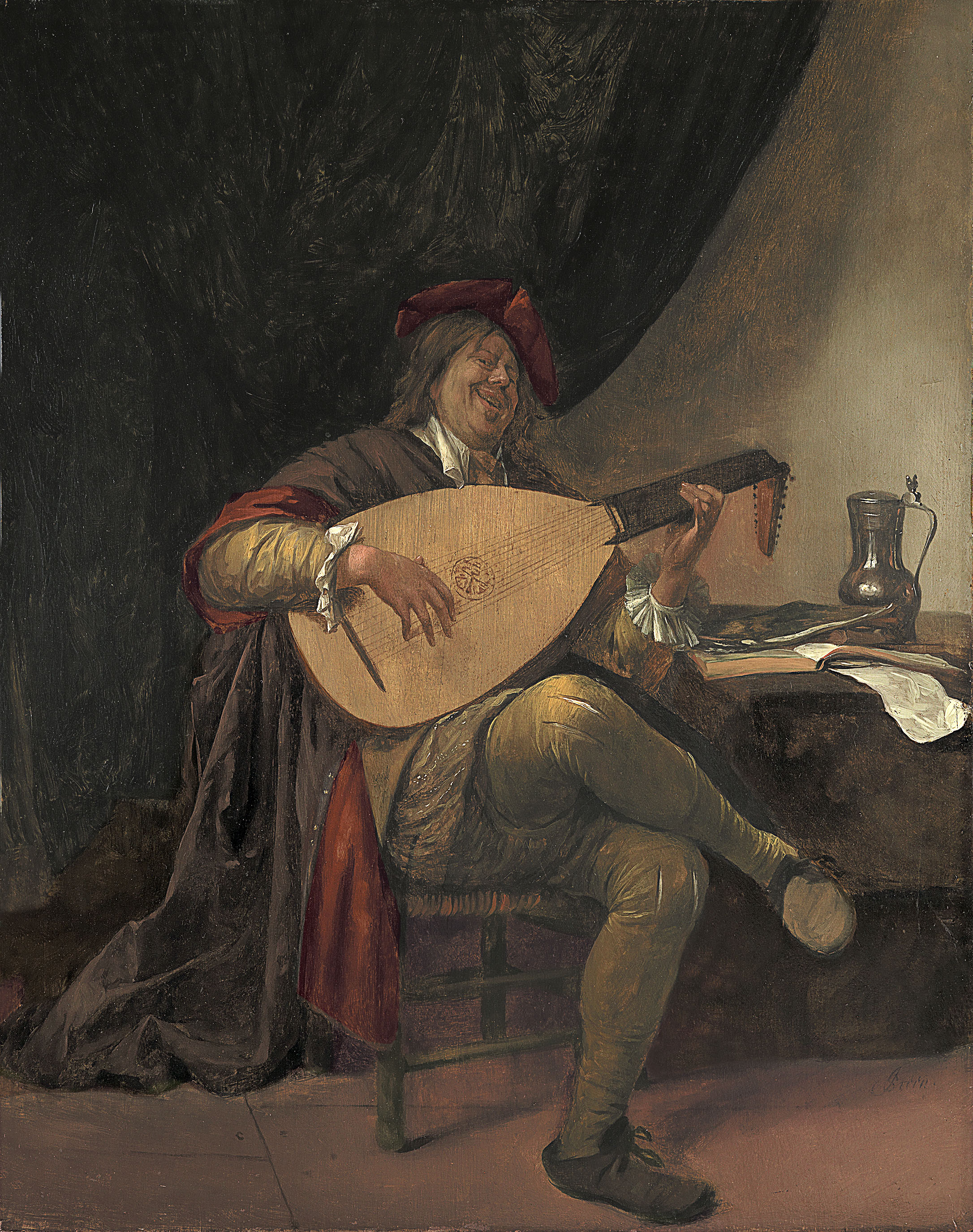
«Автопортрет с лютней». 3-я четверть XVII в. Холст, масло. Музей Тиссена-Борнемисы, Мадрид
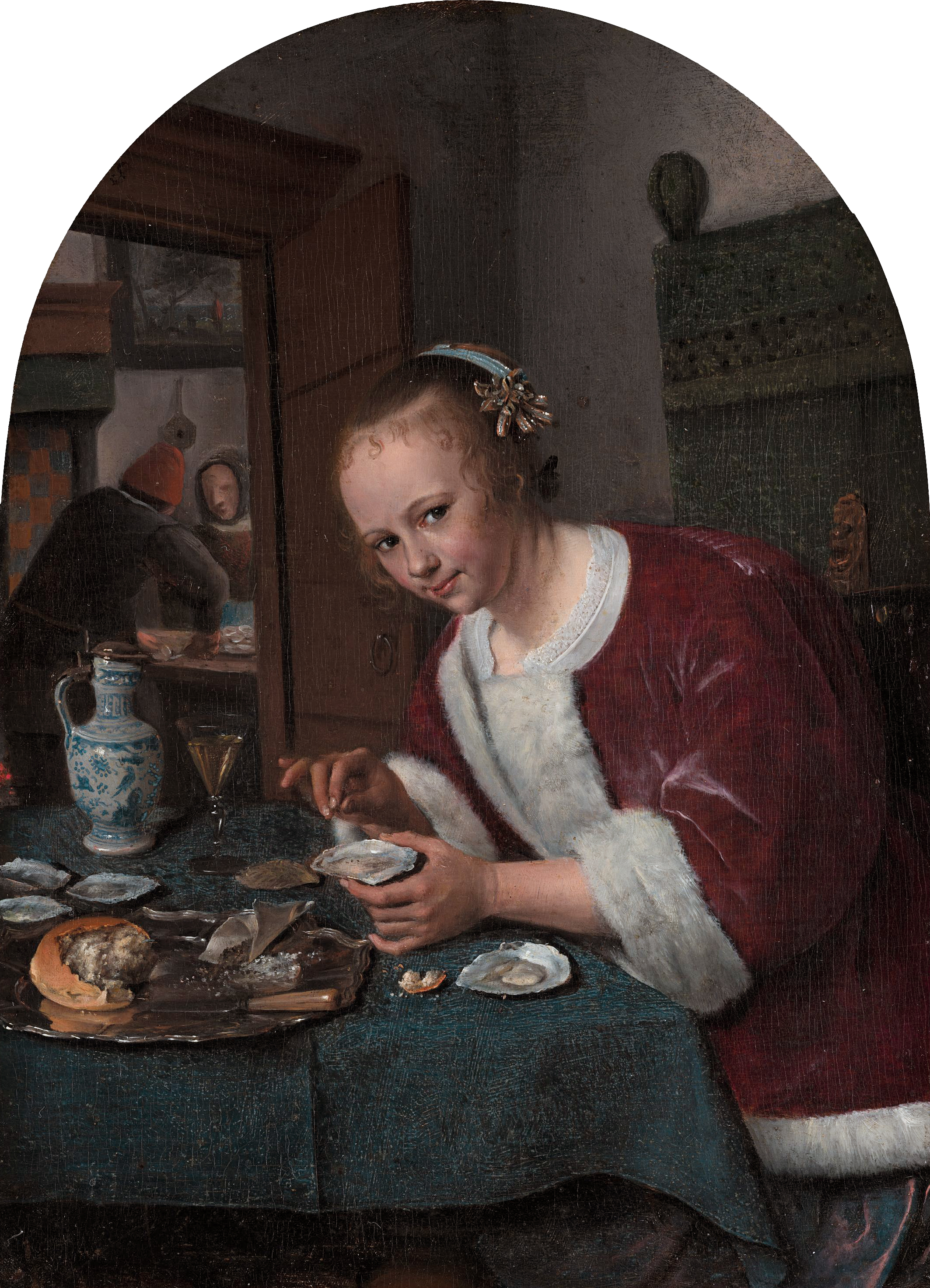
«Девушка с устрицами». Ок. 1658. Дерево, масло. Маурицхёйс, Гаага
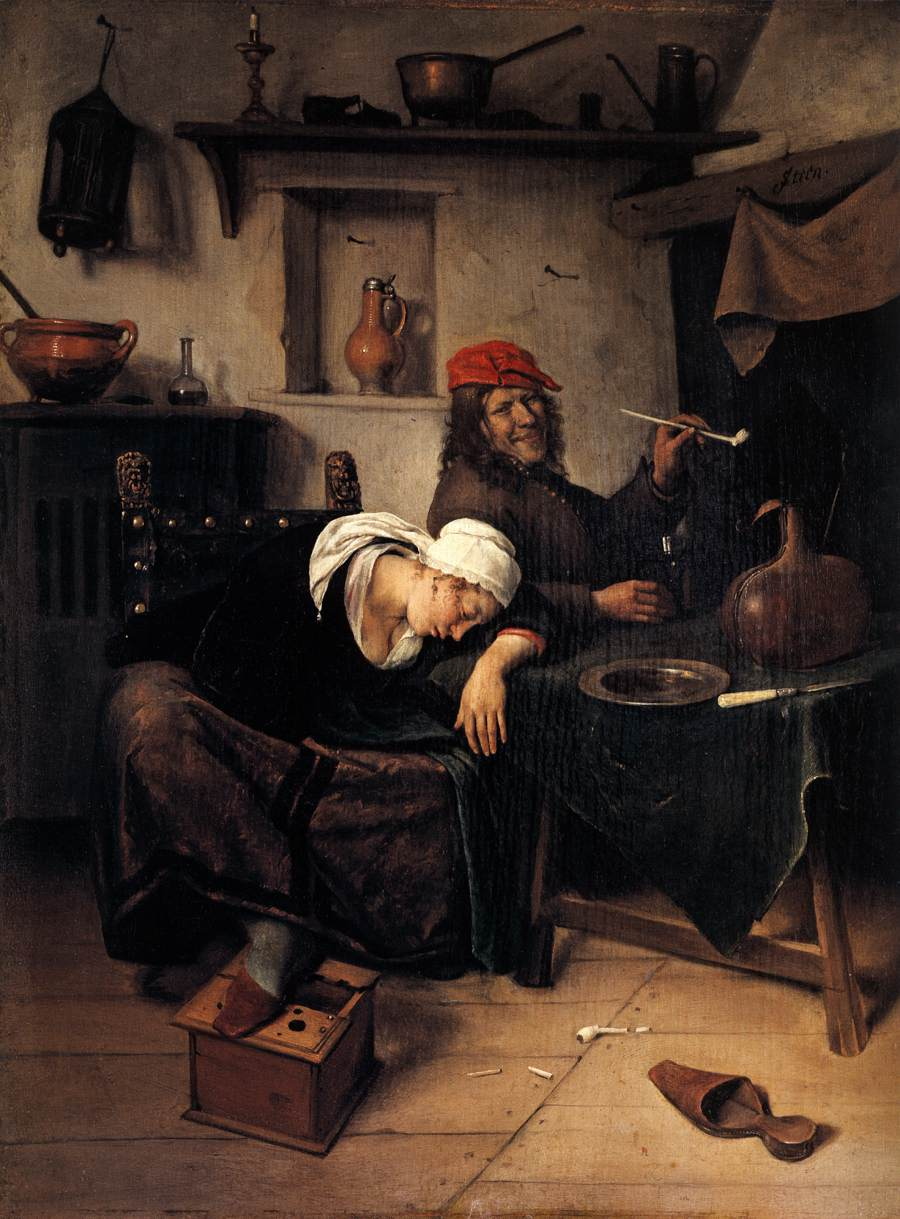
«Гуляки». 1660. Дерево, масло. Государственный Эрмитаж, Санкт-Петербург
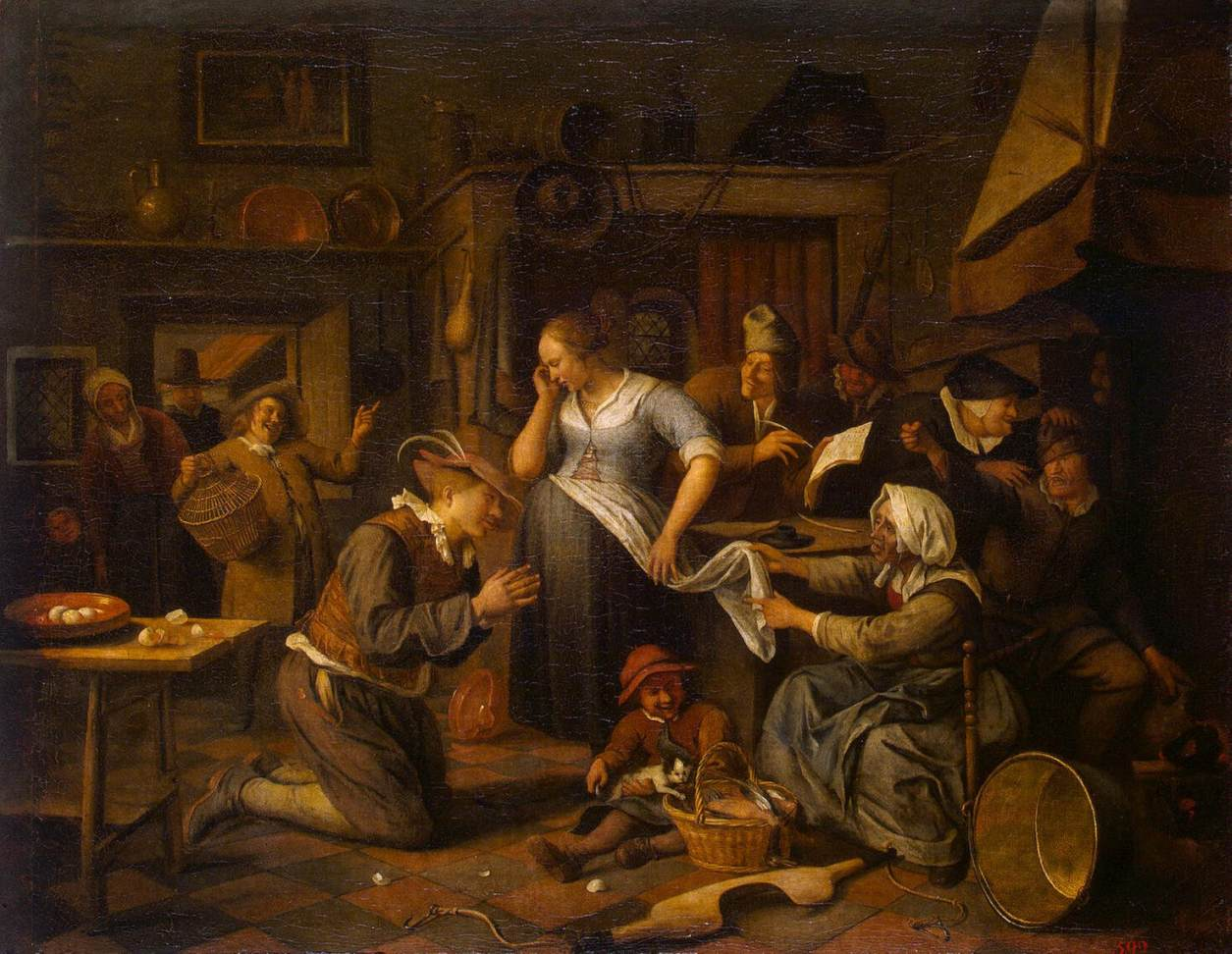
«Брачный контракт». 1650-е. Холст, масло. Государственный Эрмитаж, Санкт-Петербург
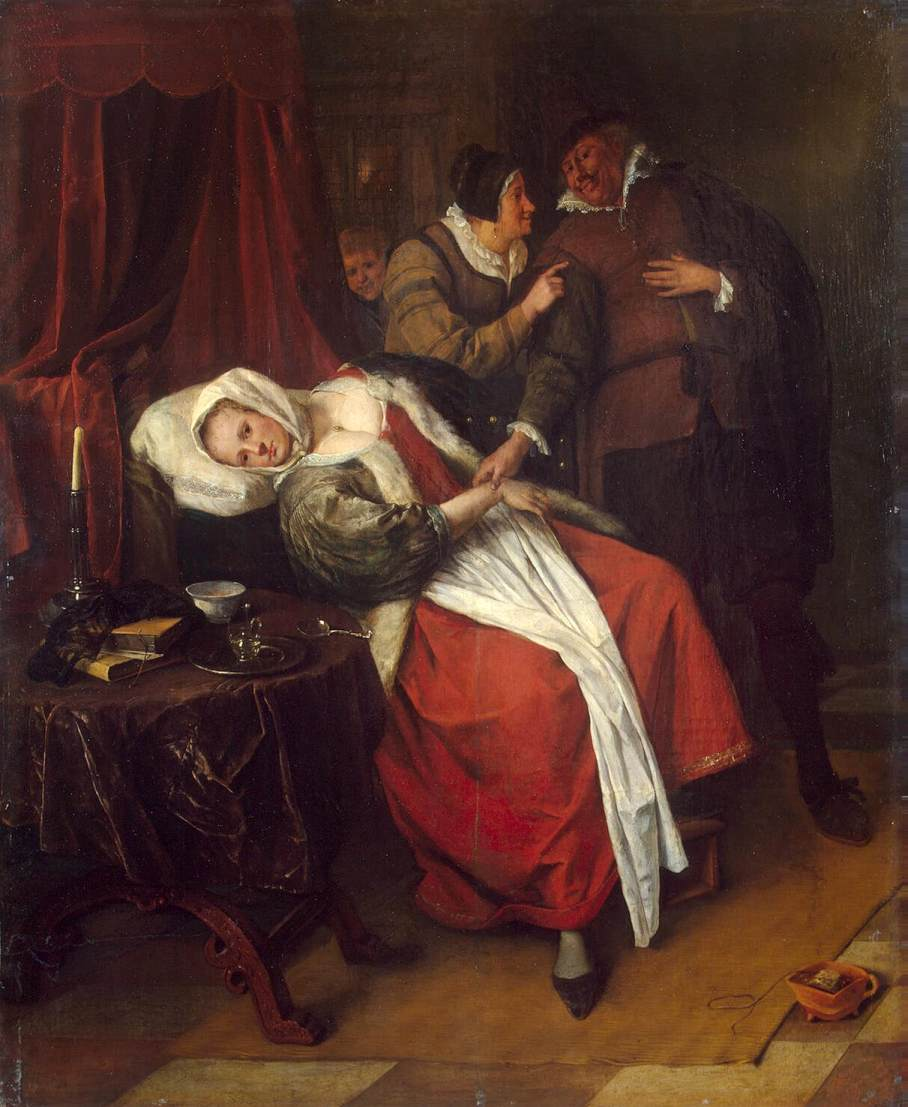
«Больная и врач». Ок. 1660. Дерево, масло. Государственный Эрмитаж, Санкт-Петербург
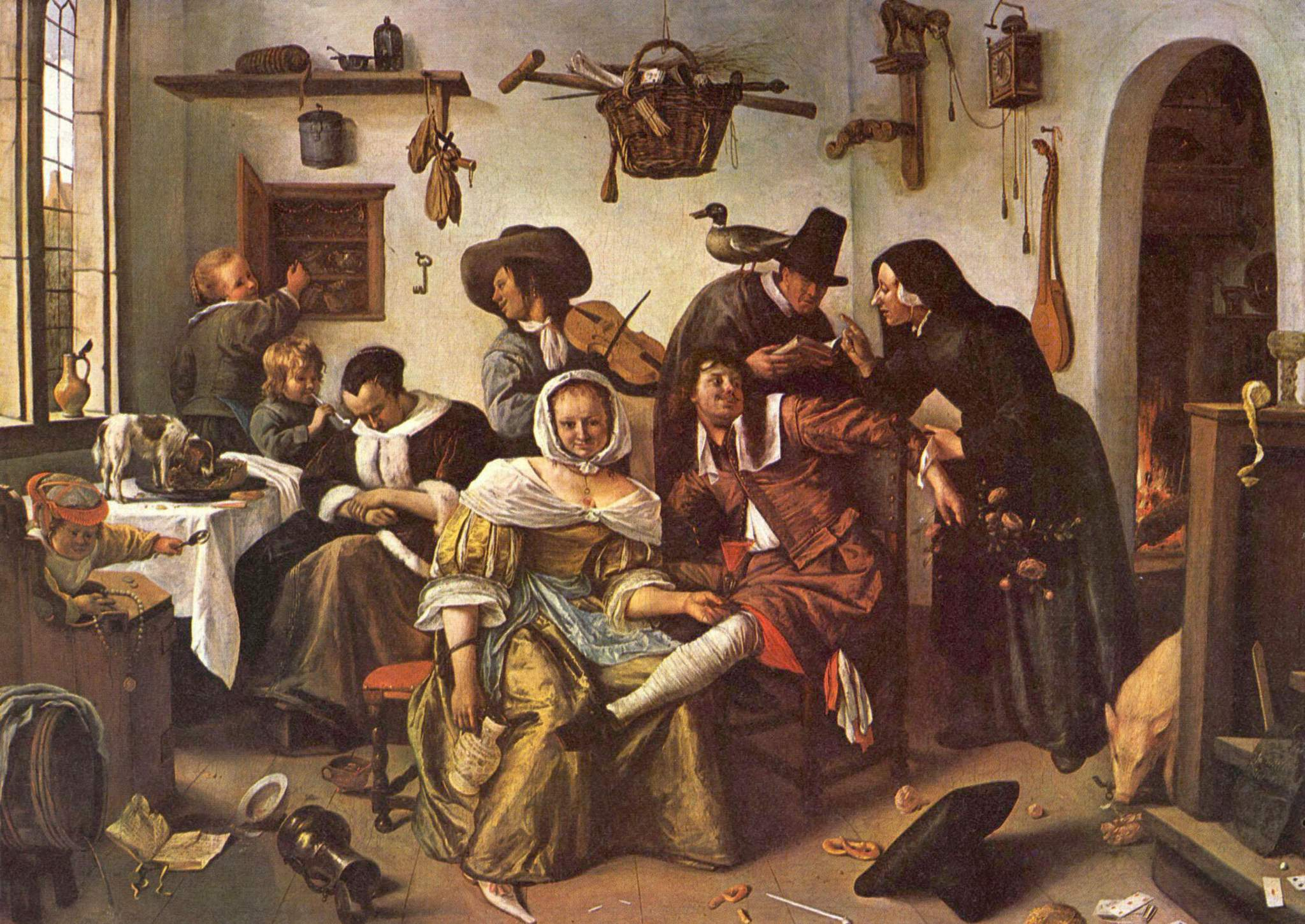
«Остерегайтесь роскоши». Ок. 1663. Холст, масло. Музей истории искусств, Вена
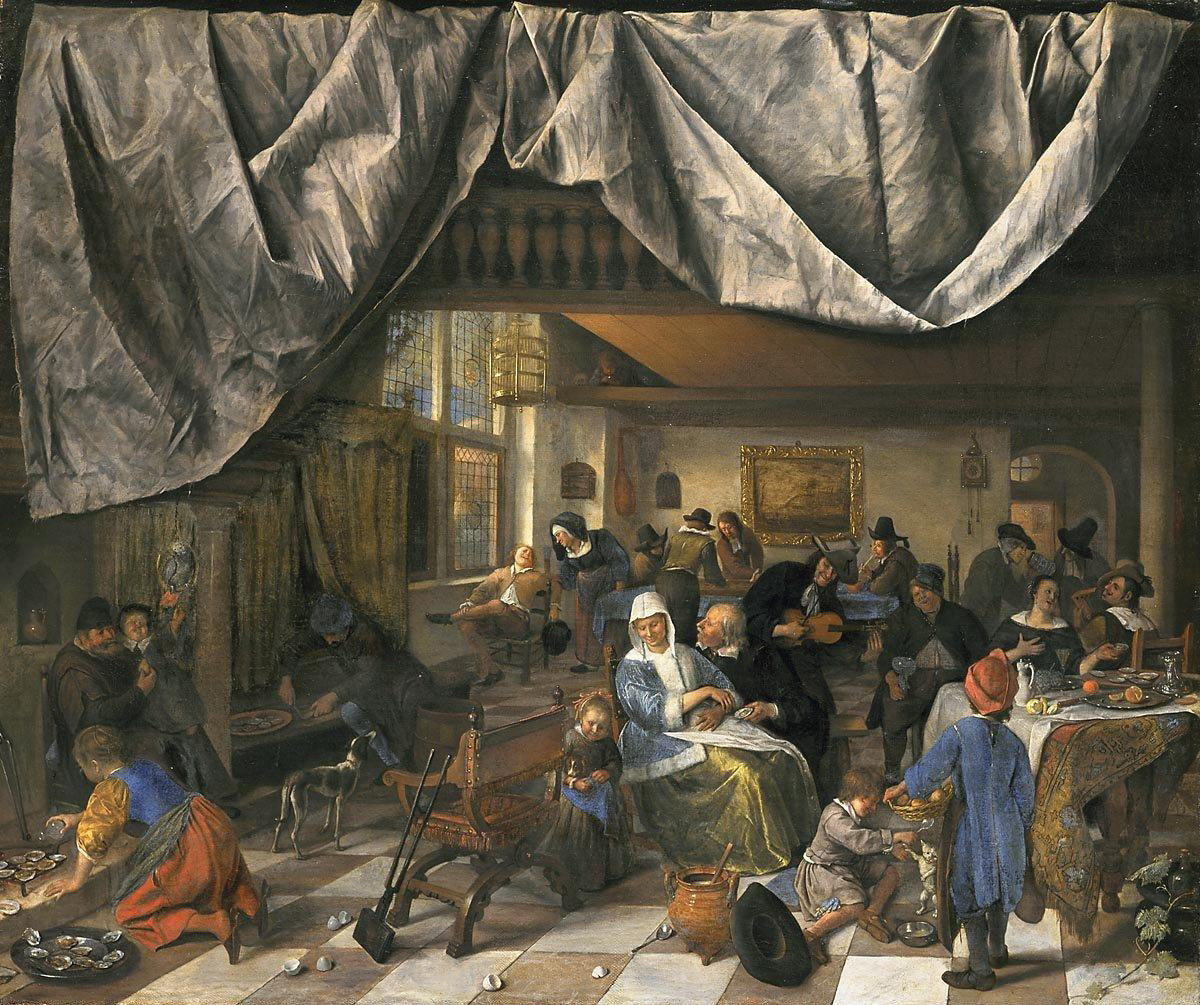
«Жизнь человека». Ок. 1665. Холст, масло. Маурицхёйс, Гаага
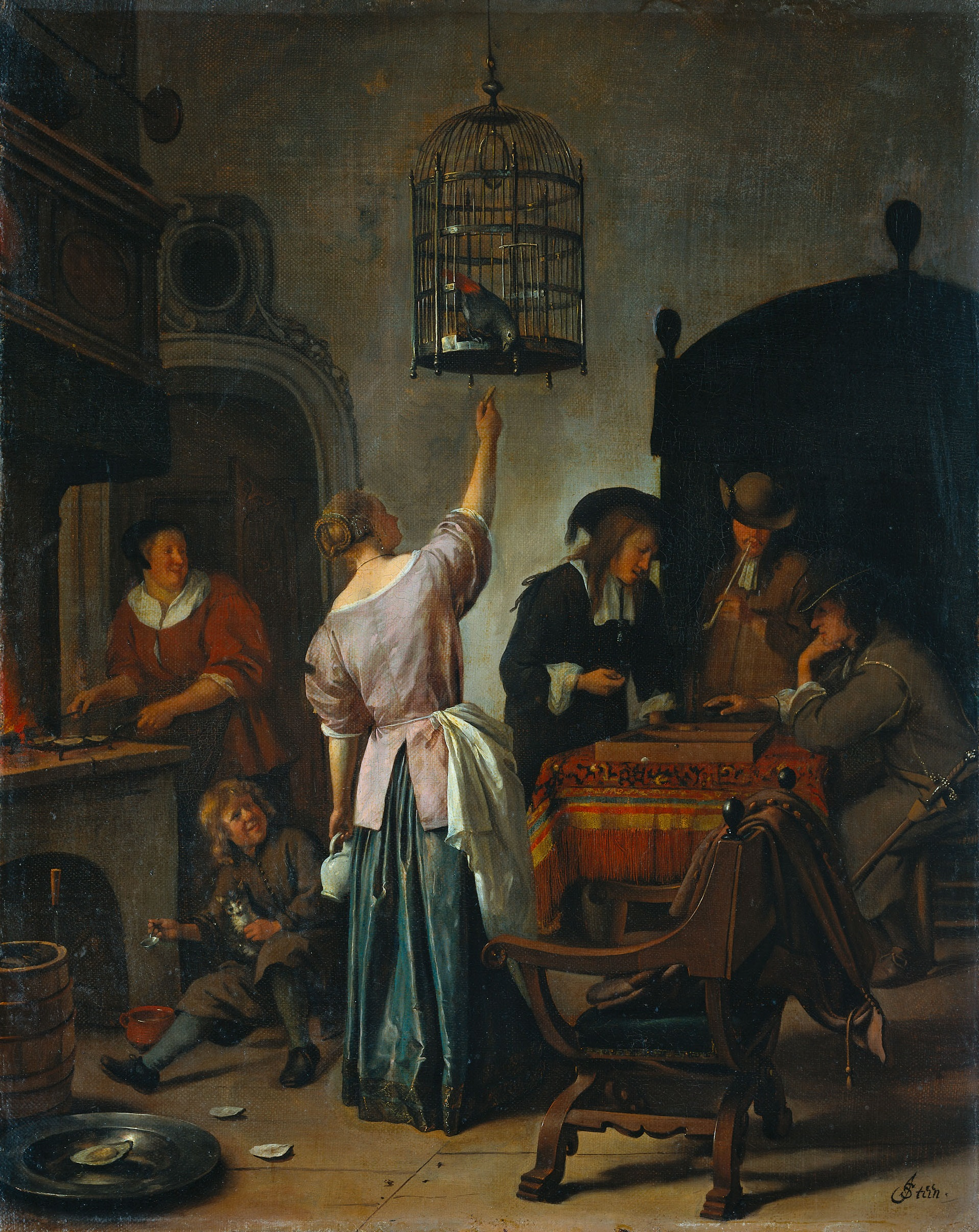
«Клетка с попугаем». Ок. 1665. Холст на дереве, масло. Рейксмюсеум, Амстердам
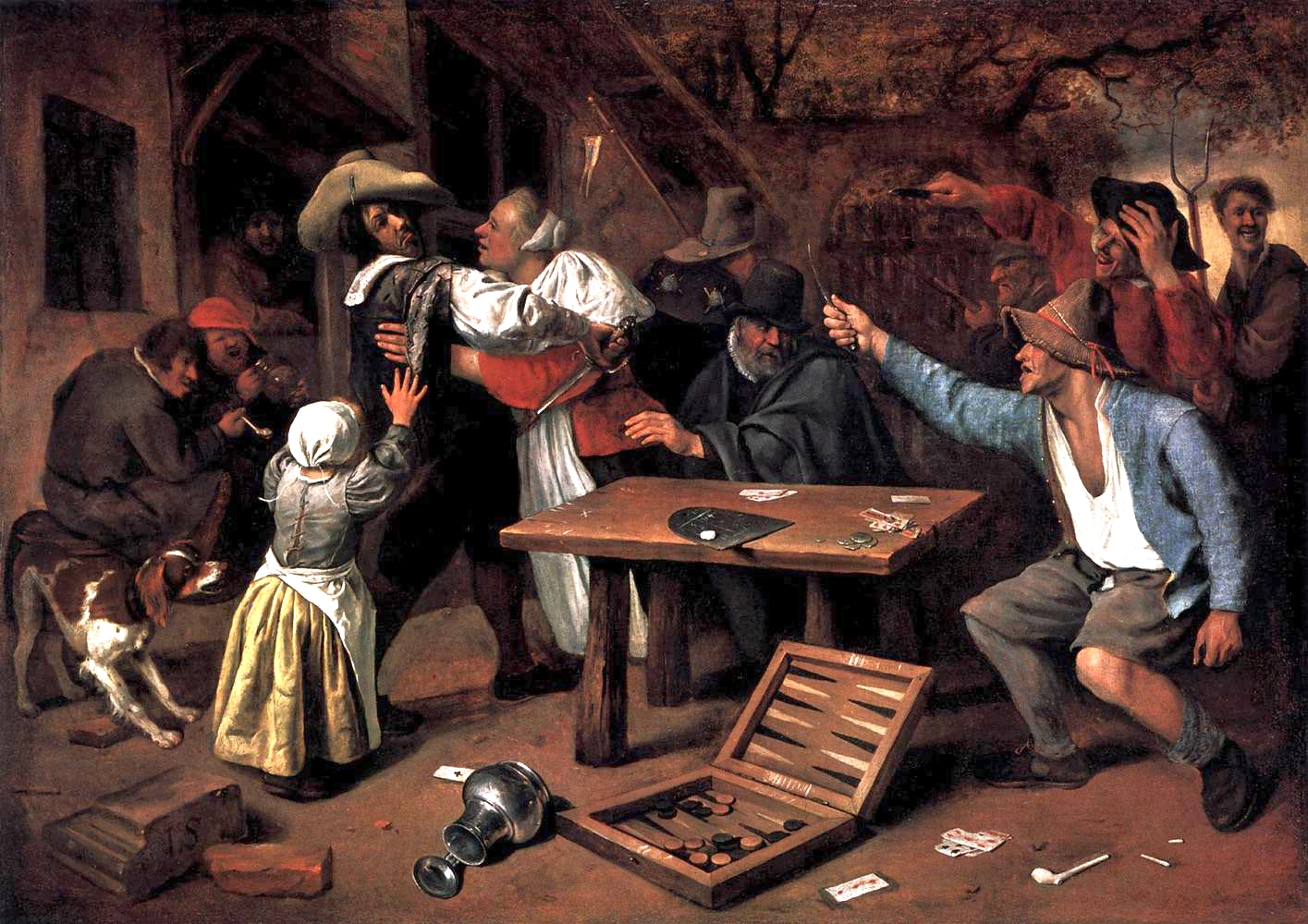
«Спор в карточной игре». 1665. Холст, масло. Берлинская картинная галерея
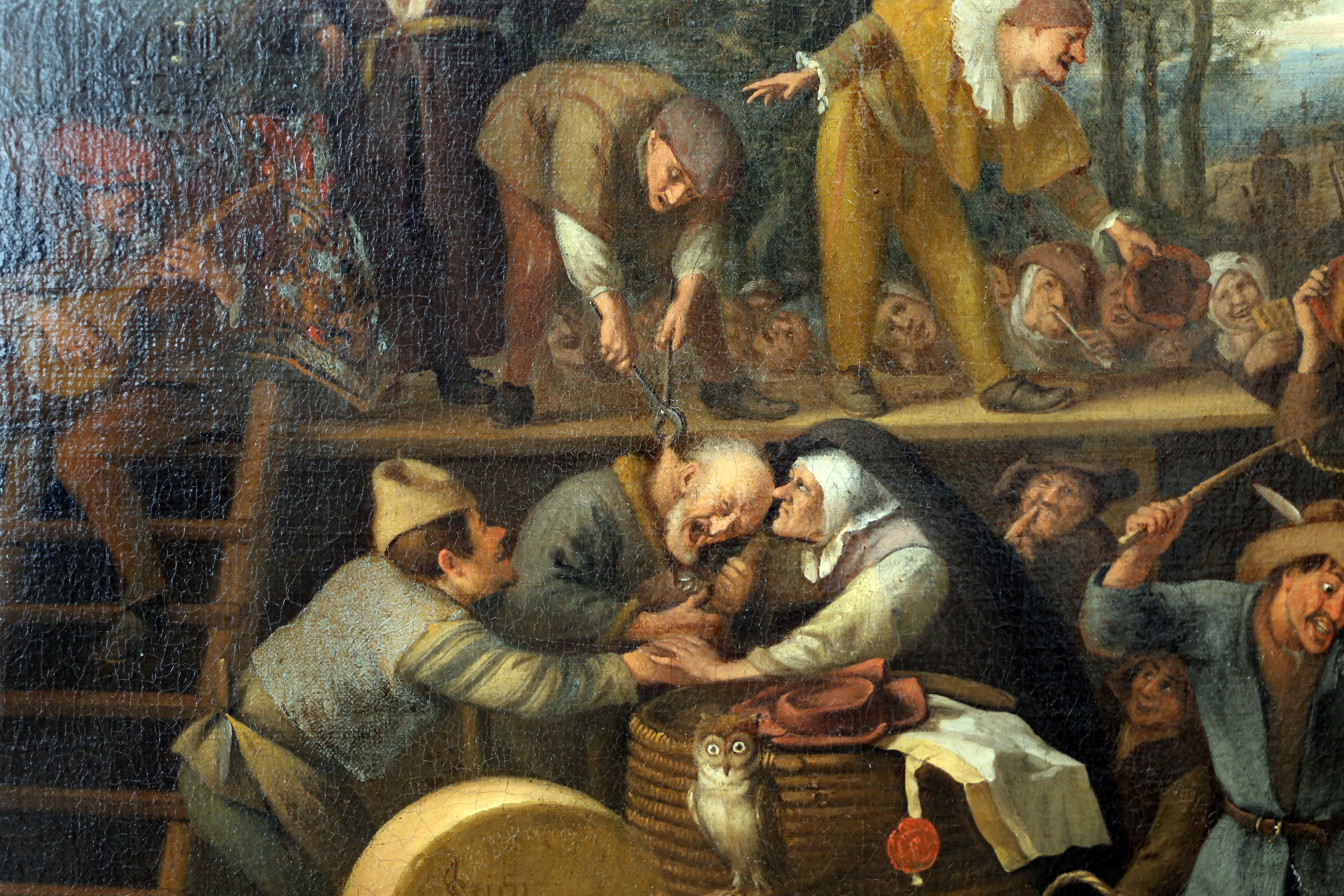
«Шарлатаны». Дерево, масло. Городской музей, Гауда, Нидерланды
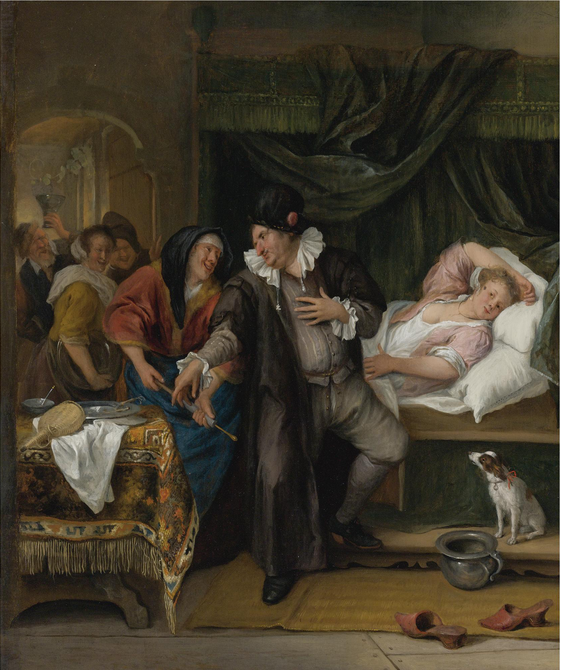
«Визит доктора». Дерево, масло. Частное собрание
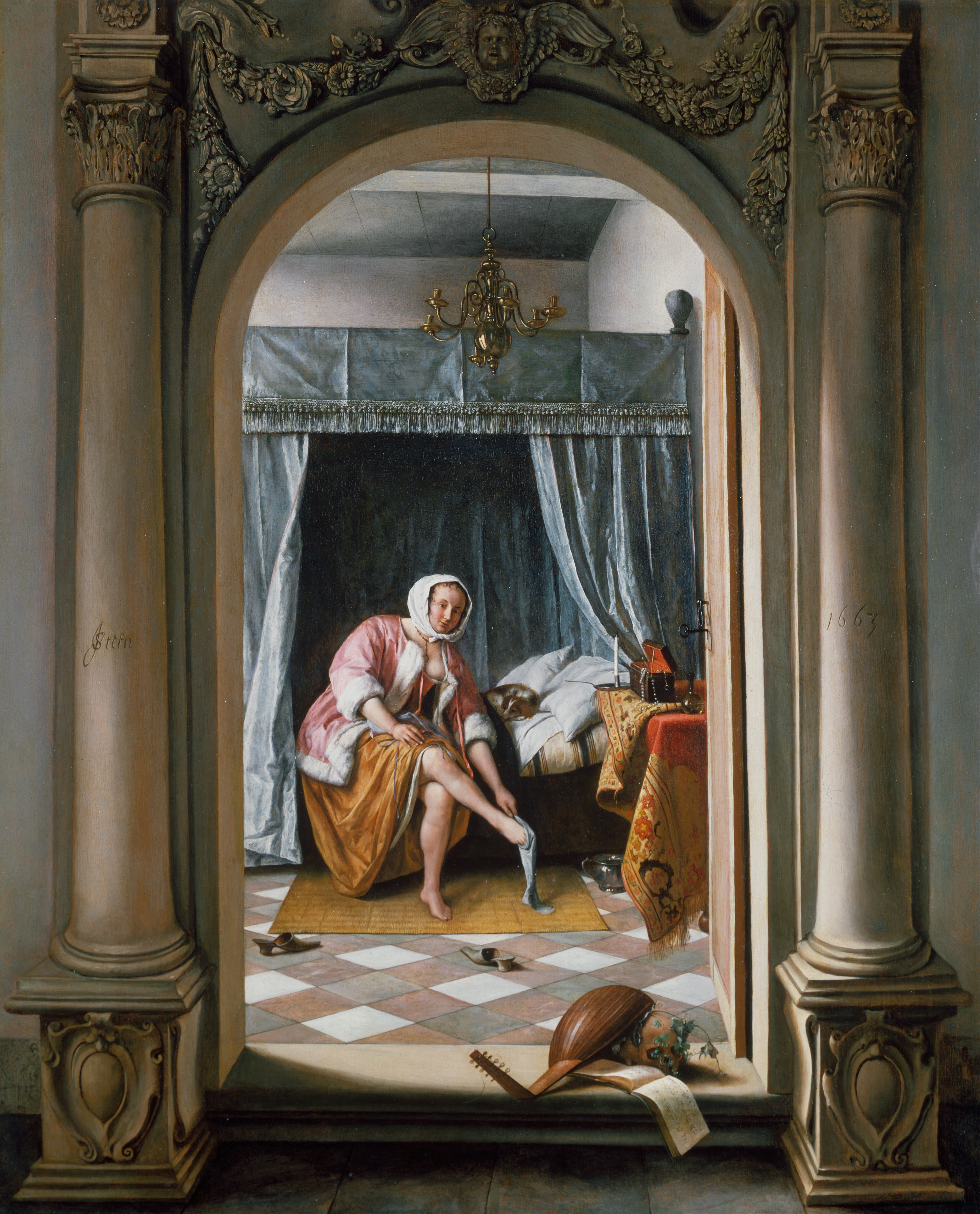
«Женщина, надевающая чулки». 1663. Дерево, масло. Королевская коллекция, Великобритания
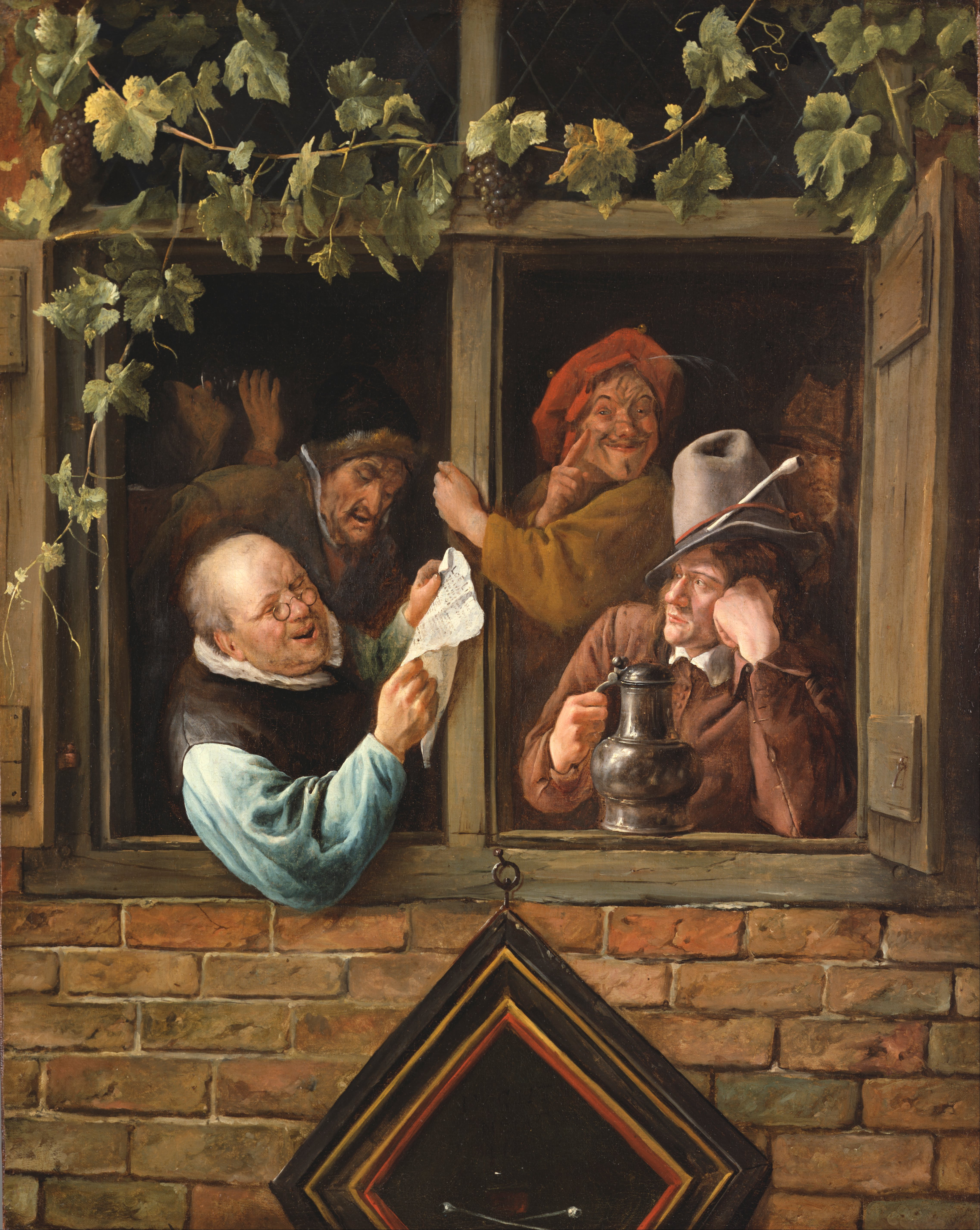
«Риторы у окна». Между 1663 и 1665. Холст, масло. Художественный музей Филадельфии, США
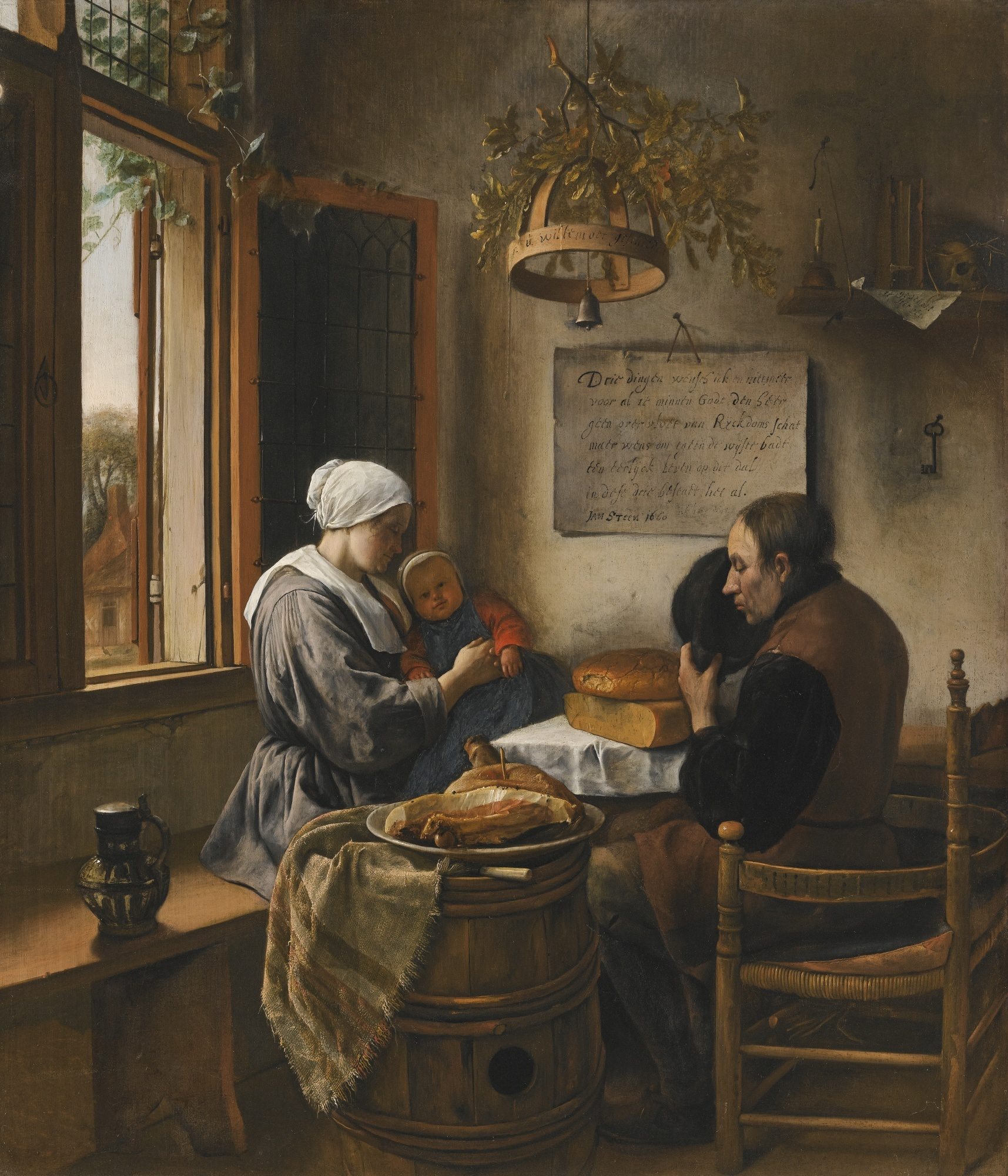
«Молитва перед едой». Лейденская коллекция, 1660